# طوني ستريت
طوني ستريت (بالإنجليزية: Tony Street)‏ هو دبلوماسي وسياسي أسترالي، ولد في 8 فبراير 1926. حزبياً، نشط في الحزب الليبرالي الأسترالي. وقد انتخب وزير الخارجية ‏ وانتخب عضو مجلس النواب الأسترالي عن دائرة كورانجاميت ‏ (26 نوفمبر 1966 – 18 يناير 1984).

## روابط خارجية
- طوني ستريت على موقع مونزينجر (الألمانية)